# Касуг
Касуг — река в России, протекает в Мантуровском районе Костромской области. Устье реки находится в 181 км по левому берегу реки Унжа. Длина реки составляет 10 км.
Исток реки расположен восточнее деревни Попово в 25 км к северо-востоку от Мантурова. Течёт на юго-запад, затем на запад. В верхнем течении близ реки деревни Гаврилкино (правый берег) и Поцепкино (левый берег). Впадает в Унжу напротив деревни Княжево.

## Данные водного реестра
По данным государственного водного реестра России относится к Верхневолжскому бассейновому округу, водохозяйственный участок реки — Унжа от истока и до устья, речной подбассейн реки — Бассей притоков Волги ниже Рыбинского водохранилища до впадения Оки. Речной бассейн реки — (Верхняя) Волга до Куйбышевского водохранилища (без бассейна Оки).
Код объекта в государственном водном реестре — 08010300312110000015563.